# Lomographa longipennis
Lomographa longipennis är en fjärilsart som beskrevs av W. Warren 1897. Lomographa longipennis ingår i släktet Lomographa och familjen mätare. Inga underarter finns listade i Catalogue of Life.